# Jan-Philipp Rabente
Jan-Philipp Rabente (Essen, 3 luglio 1987) è un hockeista su prato tedesco.

## Palmarès
- Giochi olimpici

Londra 2012: oro.